# Ludwig Rehn (SS-Mitglied)
Ludwig Robert Rehn (* 7. Juli 1910 in Saarbrücken; † 1. September 1982 in Kleinblittersdorf) war ein deutscher SS-Untersturmführer und Arbeitseinsatzführer im KZ Sachsenhausen.

## Leben
Ludwig Rehn war zweites von vier Kinder eines Lokomotivführers. Ab 1920 besuchte er die katholische Mittelschule, die er 1925 vorzeitig verließ, um eine Schlosserlehre zu machen. Danach bestand er eine Gesellenprüfung. Ab 1930 war er arbeitslos.
Am 1. April 1935 wurde er Mitglied der allgemeinen SS (SS-Nummer 269.927). Nach Ableistung des Arbeitsdienstes fand er eine Position als Schlosser in einem Saarbrücker Metallgusswerk. Im Oktober 1935 trat er eine Stelle beim Sicherheitsdienst der Saar-Gruben AG an. Zum 1. Juni 1936 trat er der NSDAP bei (Mitgliedsnummer 6.913.744). Im Jahre 1937 trat er aus der katholischen Kirche aus.
Im Jahre 1939 wurde Rehn zur SS-Verfügungstruppe eingezogen, offenbar wegen Frontuntauglichkeit, der Wachmannschaft des KZ Sachsenhausen zugewiesen. Von dort wurde er Ende 1939 als Begleitposten eines sechzigköpfigen Häftlingskommandos nach Ost-Westfalen geschickt, das die bei Paderborn gelegene Wewelsburg zu einem SS-Versammlungsort umbauen sollte. Im neu entstandenen Lager arbeitete er sich vom Wachmann zum Arbeitsdienstführer hoch. Zudem beteiligte er sich persönlich an der Misshandlung von Gefangenen.
Im August 1942 wurde Rehn in das KZ Neuengamme versetzt, wo er kommissarisch als  Arbeitsdienstführer tätig war. Anfang 1943 wurde er auf einen mehrmonatigen Kurs zur SS-Junkerschule nach Braunschweig kommandiert, aber Rehn verließ den Lehrgang. Daraufhin entsandte ihn die Inspektion der Konzentrationslager für einige Monate in das Vernichtungslager Majdanek, wo er im praktischen Dienst weitere Erfahrungen im Bereich  Arbeitsdienstführung sammeln konnte.
Am 1. September 1943 wurde Rehn schließlich nach Sachsenhausen zurückversetzt, wo er bis Kriegsende das Amt des Arbeitseinsatzführers versah. Im Herbst 1944 hat er die SS-Verwaltungsführerschule in Arolsen absolviert. In der Funktion des Arbeitseinsatzführers kam Rehn nur selten persönlich mit Häftlingen in Kontakt, von den wenigen Funktionshäftlingen in seiner Abteilung abgesehen. Außerdem gab Rehn die Länge der Arbeitszeiten vor und die dabei herrschenden tödlichen Bedingungen. Am Mord- und Massenmord wirkte Rehn mit, indem er etwa Häftlinge, die nicht mehr arbeitsfähig waren der Abteilung Schutzhaftlager meldete. Im Belower Wald bei Wittstock, wo die Häftlinge Ende April 1945 zusammengezogen wurden, schoss er mehreren Zeugen zufolge auf eine Gruppe erschöpfter Gefangener, die ihren Durst an einem Fluss stillen wollten.
Im Mai 1945 geriet er in amerikanische und später in britische Kriegsgefangenschaft und wurde in das Internierungslager Neuengamme verbracht. Im Juni 1946 wurde er an die sowjetische Militärbehörden ausgeliefert. Anschließend wurde Rehn vor einem sowjetischen Militärtribunal im Sachsenhausen-Prozess angeklagt und am 31. Oktober 1947 zu lebenslanger Haft mit Zwangsarbeit verurteilt. Er verbüßte einen Teil seiner Haft im Gulag in Workuta.
Anfang 1956 kehrte Rehn als nichtamnestierter Kriegsverbrecher nach Deutschland zurück. Er beantragte erfolgreich finanzielle Entschädigung für die erlittene sowjetische Haft und trat wieder bei seinem alten Arbeitgeber Saar-Gruben AG ein, wo er bis zur Berentung im Oktober 1967 tätig war. Ein im Jahre 1959 in Saarbrücken aufgenommenes Ermittlungsverfahren wegen Mordes beim Todesmarsch der Sachsenhausen-Häftlinge wurde 1962 eingestellt. Im Jahre 1971 wurde er am Prozess in Landgericht Paderborn wegen Mordes im KZ Niederhagen freigesprochen.